# 明石製作所
株式会社明石製作所（あかしせいさくしょ、英: Akashi Seisakusho,Ltd.）は、かつて存在した日本の計測機器、試験機、電子顕微鏡メーカーである。1990年（平成2年）に会社清算され、計測機器・試験機事業は株式会社アカシに引き継がれミツトヨの子会社となり、電子顕微鏡事業は東芝グループの傘下となった。

## 主な取り扱い製品
- 硬さ試験機
- 振動計
- 地震計
- 釣合い試験機
- 透過型電子顕微鏡
- 走査型電子顕微鏡
- 電子線マイクロアナライザ

## 沿革
出典
- 1916年- 創業者明石和衛が精密機器の国産化を目的として、東京市浅草区七軒町にて合資会社明石製作所を創業。
- 1928年- 合資会社を解散し、株式会社明石製作所を設立。
- 1956年- 創業者の二男・明石和彦が代表取締役社長に就任。
- 1985年- 西ドイツのヴェッツラー市に100%出資の販売会社であるAkashi Seisakusho,Ltd.GmbH を設立。
- 1990年- 会社清算を決定。事業は東芝とミツトヨに継承。

## 未来技術遺産
同社が製作した アームストロング型ビッカース硬度計VK型（1941年）、ビッカース微小硬度計MVK-50型（1954年）、基準ロックウェル硬さ試験機（1969年）は、国立科学博物館産業技術資料情報センターの定める「重要科学技術史資料（未来技術遺産）」に、「ものづくりの裾野を支えた硬度計」として2010年度に登録された。これらは現在、同事業を引き継いだ株式会社ミツトヨが所有している。